# NAO Chess Club
Dernière mise à jour : 19 août 2022.
Le NAO Chess Club est un ancien club d'échecs français, basé à Paris de 2001 à 2006 et qui fut champion d'Europe en 2003 et 2004.

## Historique
En 2001, Nahed Ojjeh, fille du général Tlass, ministre syrien de la Défense et veuve d'Akram Ojjeh, marchand d'armes saoudien mort en décembre 1991, décide de prendre le contrôle du cercle Caïssa, prestigieux club d'échecs parisien, champion de France des clubs en 1986, animé depuis 1970 par Chantal Chaudé de Silans et ayant compté parmi ses rangs Joël Lautier et Jean-Claude Moingt. Ses ambitions sont alors grandes ; en janvier 2002, elle confie ainsi à Pierre Barthélémy, journaliste au Monde : « Mon objectif est de faire de la France, mon pays d'adoption, une grande nation des échecs, égale aux pays de l'Est. »
Rebaptisant le club NAO Chess Club — pour « Nahed Ojjeh Chess Club » —, y injectant 500 000 euros par an, Nahed Ojjeh recrute parmi les tout meilleurs joueurs du monde et français : le champion du monde russe Vladimir Kramnik, ses compatriotes Peter Svidler et Aleksandr Grichtchouk, les deux meilleurs joueurs français Joël Lautier et Étienne Bacrot, ainsi que les grands maîtres Laurent Fressinet, Igor-Alexandre Nataf et Arnaud Hauchard ; chez les féminines, Almira Skripchenko et Marie Sebag. Dominique Strauss-Kahn et Anne Sinclair sont membres du club en 2001.
Durant cinq années, le club multiplie les performances : quatre titres de champion de France (2003 à 2006), quatre Coupes de France (2002 à 2005) et, surtout, deux championnats d'Europe des clubs, en 2003 et 2004.
En juin 2006, à la surprise générale, Nahed Ojjeh, qui ne paraît plus au club depuis l'échec du NAO au championnat d'Europe des clubs 2005, se désiste du financement du NAO Chess Club, provoquant l'exode des meilleurs joueurs du club qui faisaient partie de l'élite mondiale.
Le NAO Chess Club prend alors le nom de Paris Chess Club et réussit un temps à conserver Maxime Vachier-Lagrave, Igor-Alexandre Nataf et Arnaud Hauchard, ainsi que Nikola Spiridonov et Jordi Lopez, avant de fusionner avec le club du Jeu d'Echecs à l'École Normale (J.E.E.N) de Paris.

## Palmarès
Le NAO Chess Club est le club le plus titré de France. Il remporta :
- la Coupe d'Europe des clubs en 2003 et 2004 ;
- le Championnat de France d'échecs des clubs en 2003, 2004, 2005 et 2006 ;
- la Coupe de France en 2002, 2003, 2004 et 2005 ;
- le Championnat de France Jeunes des Clubs en 2003, 2004, 2005 et 2006.